# Општина Осилница
Општина Осилница (словен. Osilnica) је једна од општина Југоисточне Словеније у држави Словенији. Седиште општине је истоимено насеље Осилница.
Општина Осилницаје са својих 332 становника бројчано најмања општина у Словенији.

## Природне одлике
Рељеф: Општина Осилница налази се у јужном делу државе и погранична је према Хрватској. Општина обухвата горњи део долине реке Купе и југозападне падине планине Готенишке горе.
Клима: У општини влада оштрија, планинска варијанта умерено континенталне климе.
Воде: Највећи водоток је погранична река Купа. Сви остали водотоци су мали и притоке су реке Купе.

## Становништво
Општина Осилница је веома ретко насељена.

## Насеља општине
| - Белица - Безгарји - Безговица - Босљива Лока - Гринтовец при Осилници - Журге | - Згорњи Чачич - Крижмани - Ложец - Малинишче - Миртовичи - Осилница | - Падово при Осилници - Папежи - Подврх - Рибјек - Села - Сподњи Чачич - Стројичи |  |